# Петровское сельское поселение (Рязанская область)
Петровское сельское поселение — муниципальное образование (сельское поселение) в Ряжском районе Рязанской области.
Административный центр — село Петрово.

## История
Петровское сельское поселение образовано в 2006 году, в его состав вошли населённые пункты Петровского сельского округа.

## Население
| 2010  | 2012  | 2013  | 2014  | 2015  | 2016  | 2017  |
| ----- | ----- | ----- | ----- | ----- | ----- | ----- |
| 1026  | ↗1102 | ↗1121 | ↗1163 | ↗1175 | ↗1188 | ↗1198 |
| 2018  | 2019  | 2020  | 2021  |       |       |       |
| ↘1131 | ↘1098 | ↗1103 | ↘1029 |       |       |       |

## Состав сельского поселения
| № | Населённый пункт | Тип населённого пункта       | Население |
| - | ---------------- | ---------------------------- | --------- |
| 1 | Дмитриевка       | деревня                      | 9         |
| 2 | Петрово          | село, административный центр | ↘970      |
| 3 | Солнце           | посёлок                      | 47        |